# 千住寳光教会
千住寳光教会（せんじゅほうこうきょうかい）は、東京都足立区にある日蓮宗の寺院。

## 概要
日蓮宗総本山身延山久遠寺の法脈である身延塔頭是之字法縁に属する。 本寺は神奈川県藤沢市辻堂神台にある寶光山本立寺。日蓮宗には三光天子（日天子・月天子・明星天子）を祀る三光天子信仰が存在するが、本立寺は日天子のみを独尊勧請する宝光天子信仰の本拠地として栄えた。千住寳光教会は宝光天子信仰の東京に於ける拠点として足立区梅島町の梅田に開創された。なお、宝光天子とは日蓮宗の根本経典である『妙法蓮華経』に於ける日天子の名称である。

## 歴史
大正14年（1925）年、神奈川県藤沢市辻堂神台の寶光山本立寺開山・佛眼院日顯（野々村是快）が同じく本立寺開基開祖・寳光院神通日佛（鈴野寳光）と共に、宝光天子信仰の東京に於ける拠点として開創した。昭和6年（1931年）に佛眼院日顯の実弟にして法甥にあたる寶鑑院日秀（野々村本法）が第2世を継承、教線拡大に尽力した。昭和21年（1946年）6月10日に神奈川県相模原市南区にある源悟山顕正寺の第4世になるに及び、法灯を顯心院日性（川島顯性）に譲る。
顯心院日性は日蓮宗大荒行700日を達成し伝師相承を受けた修行者で、精力的に布教伝道に取り組み数多の檀信徒を教化した。また本堂・客殿・庫裡を全改築し寺観を一新するなど今日の基を築き、中興と称されている。平成15年（2003年）12月1日に遷化すると泰光院日咸（川島顕康）が法灯を継承。泰光院日咸もまた日蓮宗大荒行500日を達成し伝師相承を受けた修行者で、顯心院日性が拡大した教線を更に拡充したが平成31年（2019年）3月5日に遷化した。
寶光山本立寺横浜別院・寳光一心教会 第4世 玄明院日燈（木田隆正）の弟子・顯穏院日悲（間部是隆）が第5世の法灯を継承。令和3年2月10日に正中山遠壽院大荒行100日を達成し今日に至っている。

## 本末寺
千住寳光教会では、宝光天子信仰発祥の寺である身延山大光坊（総坊）・寺院の本末関係上の本寺である寶光山本立寺（本院）・住職の師弟関係上の本寺である源悟山顕正寺（本寺）の3ヶ寺を「一総二本」と称して本末関係を維持している。
- 身延山大光坊（山梨県南巨摩郡身延町） – 総坊。通称：身延山三光堂。[5] 第23世が佛眼院日顯の師である身延塔頭是之字法縁三祖・顯妙院日修。宝光天子信仰発祥の寺。
  - 大光坊 末: 源悟山顕正寺（神奈川県相模原市南区） – 本寺。明治24年（1891年）8月に佛眼院日顯の父・顯正院日源（野々村源吾）が開創した麻溝の祖師堂が淵源。以来、師家・野々村家の血脈によって法灯が継承されている。[6]
  - 大光坊 末: 寶光山本立寺（神奈川県藤沢市辻堂神台） – 本院。大正13年（1924年）9月2日に宝光天子信仰の本拠地が心實結社から当地に遷される。[7]
    - 本立寺 末: 心實結社（神奈川県横浜市磯子区） – 元本院・旧横浜別院。現存せず。大正3年（1914年）に元々当地にあった心實結社を佛眼院日顯が継承し、大正13年（1924年）まで宝光天子信仰の本拠地として栄えた。[8]
    - 本立寺 末: 寳光一心教会（神奈川県横浜市中区） – 横浜別院。昭和13年（1938年）12月26日に本明院日光によって開創。
      - 寳光一心教会 末:蛇塚龍王堂（千葉県蛇塚） – 現存せず。杉浦照と共に寳光一心教会初代総代を務めた伊藤髙之助によって建立。[9]

    - 本立寺 末: 寳光一心教会（群馬県桐生市錦町） – 桐生別院。現存せず。佛眼院日顯よって開創。当院に祀られていた宝光天子像は、現在、栃木県足利市西宮町にある棲龍山本経寺に安置されている。[10]
    - 本立寺 末: 千住寳光教会（東京都足立区梅田） – 千住別院。大正14年（1925年）に佛眼院日顯よって開創。
    - 本立寺 末: 寶光山裾野教会所（静岡県裾野市） – 裾野別院。現存せず。佛眼院日顯よって開創。
    - 本立寺 末: 寶光山大和教会所（神奈川県大和市） – 末寺。現存せず。佛眼院日顯よって開創。
    - 本立寺 末: 寶光山有馬教会所（神奈川県海老名市本郷） – 元本社。現存せず。明治21年（1888年）9月17日に寳光院神通日佛が自宅内に開基。近隣に佛眼院日顯が中興した念濟山壽閑寺がある。
    - 本立寺 末: 寳光一心教会（神奈川県平塚市立野町） – 末寺。現存せず。佛眼院日顯よって開創。
    - 本立寺 末: 妙力堂（山梨県南巨摩郡身延町） – 末寺。現存せず。明治35年（1902年）に佛眼院日顯・寳光院神通日佛によって開創。妙力大善神を祀った堂宇と推察される。

## 歴代住持
| 歴代     | 法号（俗名）              | 命日（享年［数え年］）             | 経歴 |
| -------- | ------------------------- | ---------------------------------- | --- |
| 開創     | 佛眼院日顯 (野々村是快)   | 昭和14年（1939年）12月9日（67歳）  | 寶光山本立寺（神奈川県藤沢市辻堂神台） 開山 源悟山顕正寺（神奈川県相模原市南区） 2世 深澤山圓敎坊（山梨県南巨摩郡身延町） 中興25世 奴多山十萬部寺（山梨県南巨摩郡早川町） 中興26世 念濟山壽閑寺（神奈川県海老名市本郷） 中興歴世 心實結社（神奈川県横浜市磯子区） 中興開創 寳光一心教会（群馬県桐生市） 開創 寶光山裾野別院（静岡県裾野市） 開創 寶光山大和布教所（神奈川県大和市） 開創 寳光一心教会（神奈川県平塚市立野町） 開創 妙力堂（山梨県南巨摩郡身延町） 開創 |
| 開基     | 寳光院神通日佛 (鈴野寳光) | 昭和11年（1936年）12月30日（77歳） | 寶光山本立寺（神奈川県藤沢市辻堂神台） 開基開祖 深澤山圓敎坊（山梨県南巨摩郡身延町） 中興開基 奴多山十萬部寺（山梨県南巨摩郡早川町） 中興開基 心實結社（神奈川県横浜市磯子区） 中興開基 寳光一心教会（群馬県桐生市） 開基 寶光山裾野別院（静岡県裾野市） 開基 寶光山大和布教所（神奈川県大和市） 開基 寶光山有馬布教所（神奈川県海老名市本郷） 開基開祖 寳光一心教会（神奈川県平塚市立野町） 開基 妙力堂（山梨県南巨摩郡身延町） 開基                                  |
| 2世      | 寶鑑院日秀 (野々村本法)   | 昭和53年（1978年）1月16日（88歳）  | 源悟山顕正寺（神奈川県相模原市南区） 4世 妙光山本興寺（千葉県香取市高萩） 32世 神崎山常教寺（千葉県匝瑳市南神崎） 歴世 |
| 中興 3世 | 顯心院日性 (川島顯性)     | 平成15年（2003年）12月1日（94歳）  | |
| 4世      | 泰光院日咸 (川島顕康)     | 平成31年（2019年）3月5日（70歳）   | 妙法三宝教会（神奈川県横浜市南区） 歴世 |
| 5世      | 顯穏院日悲 (間部是隆)     |                                    | |

## 交通
- 東武鉄道伊勢崎線　五反野駅　徒歩で10分
- 首都高速中央環状線　千住新橋出入口　車で3分

## 近隣施設
- 堀切菖蒲園　車で12分
- 西新井大師 總持寺　車で15分
- 柴又帝釈天 題経寺　車で25分

## 脚註
1. ↑  法類・法縁とは、同じ宗旨・宗派に属し密接な関係を持つ僧侶並びに寺院のこと。
2. ↑  身延塔頭是之字法縁三祖・顯妙院日修（望月是快）の弟子で、第16代日蓮宗管長及び身延山久遠寺第78世・智等院日良（豊永一忍）の門人。宝光天子信仰の祖。本立寺開基開祖・寳光院神通日佛（鈴野寳光）と共に布教伝道に励み関東甲駿一円に数万人の信者を得た。本立寺を中心に4ヶ寺の別院と5ヶ所の布教所（本末寺の項を参照）を開山し3ヶ寺を中興した。中興の具体的内容は、深澤山圓敎坊（山梨県南巨摩郡身延町）の本堂及び祖師堂の新築・奴多山十萬部寺（山梨県南巨摩郡早川町）の祖師堂等の改修・念濟山壽閑寺（神奈川県海老名市本郷）の諸堂改築である。この功により、歴代の日蓮宗管長（第13代 岩村日轟・第18代 旭日苗・第19代 小泉日慈・第23代 磯野日筵・第24代 杉田日布）より賞状を下賜された。なお院号「佛眼院」は豊永日良からの下賜であり、元は「良縁院」と号していた。
3. ↑  宝光天子信仰の祖。体内に宝光天子を感得、本立寺開山・佛眼院日顯（野々村是快）と共に布教伝道に励み関東甲駿一円に数万人の信者を得た事から「體の寳光様」と尊称せられた。本立寺を中心に3ヶ寺の別院と4ヶ所の布教所の開基となり3ヶ寺の中興開基となった。開基の具体的内容は本項の脚注を参照。この功により、歴代の日蓮宗管長（第18代 旭日苗・第19代 小泉日慈・第23代 磯野日筵・第25/26/31代 酒井日慎・第27代 風間日法・第28代 神保日慈）より賞状を下賜された。なお法号「寳光院神通日佛」は第16代日蓮宗管長・身延山久遠寺第78世の豊永日良より下賜されたものである。
4. ↑  第5世・顯穏院日悲の代に制定。
5. ↑  三光天子（日天子・月天子・明星天子）を祀る堂宇。寛文5年（1665年）10月13日、開山である身延山久遠寺第28世・妙心院日奠が当時祖師堂の裏手にあった大光庵（開基は養珠院）を現在地に移設した際、甲府藩初代藩主・徳川綱重が子孫繁栄の祈願所として寄進し三光堂の開基となった。明治3年（1870年）に身延山久遠寺第70世・止明院日祥が「大光坊」に改称。
6. ↑  佛眼院日顯が第2世を継承した後は、実弟である慈眼院日靜（野々村是隆）と寶鑑院日秀（野々村本法）がそれぞれ第3世と第4世を継承し、以後今日まで法脈を保っている。
7. ↑  元は静岡県清水市興津にある教敬山耀海寺（身延山久遠寺直末の中本寺）の末寺。佛眼院日顯は辻堂神台に一ヶ寺を建立する際に、既に伽藍が消滅し名跡のみとなっていた耀海寺の末寺（本立寺・石塔寺）のうち本立寺の名跡を継承・移転し、中興する形をとった。これは、寛永8年（1631年）に江戸幕府によって定められ幕末まで遵守された新寺建立禁止令の影響からか、明治・大正期にも積極的に新寺を建立する風潮が乏しかった事によるものと推察される。なお、佛眼院日顯と耀海寺には接点がなく、本立寺を選んだ理由については不明である。
8. ↑  昭和35年（1960年）に法灯が断絶した後、堂宇は中興開基・寳光院神通日佛の嫡系子孫によって護持されたが、平成年間に解体された。
9. ↑  千葉県銚子市出身の伊藤髙之助が故郷に建立した堂宇。現在銚子市には「蛇塚」という地名は無く具体的な場所は不明である。しかし、銚子市に隣接する東庄町笹川と旭市蛇園には、かつて「蛇塚」と呼ばれた土地が存在する。大正9年（1920年）に初代悟道軒圓玉によって編集された長編講談『勢力富五郎』第二十七席「猿猴の傳次淸瀧に隨身する事、并に繁蔵蛇塚にて最期の事」では、笹川繁蔵終焉の地が東庄町笹川の蛇塚となっており、ビヤク橋のたもとに「笹川繁蔵最後の跡」という石碑がある。また、旭市蛇園にある真言宗智山派 稲荷山普門院の「普門院霊園」側に、昭和60年（1985年）5月に建立された「蛇塚の記」という石碑がある。この碑によれば、熊野権現由緒の白蛇が祀られた場所に因んで「蛇塚（蛇屋敷）」という字名が付けられたという。ただその字名も大正年間に「大正」という地名に改められた、と記されている。これらの事から、いづれかの蛇塚に建立されたものと推察される。なお、蛇塚龍王堂は龍王大善神（八大龍王）を祀っていた堂宇であり、ここに併せて宝光天子が勧請されていた。現在、寳光一心教会に祀られている宝光天子像と祖師像は、かつて蛇塚龍王堂に祀られていたものを遷座したものである。
10. ↑  本経寺開山・本経院日潤（清水文要）が歴世である事から、閉堂後に遷座したものと考えられる。
11. ↑  護持丹精の功績により昭和9年（1934年）12月3日付で日蓮宗管長・神保日慈より賞状を下賜される。
12. ↑  本堂・客殿・庫裡・他3棟建立の功績により大正14年（1925年）9月12日付で日蓮宗管長・磯野日筵より賞状を、宝蔵・土蔵建立の功績により昭和8年（1933年）10月21日付で日蓮宗管長・風間日法より賞状を、釈迦如来銅像造立の功績により昭和9年（1934年）12月18日付で日蓮宗管長・神保日慈より賞状を、また、基本金15000円及び田畑2段6畝23歩（約800坪）寄進の功績により昭和4年（1929年）7月21日付で日蓮宗管長・酒井日慎より賞状を、田畑購入資金5600円寄進の功績により昭和7年（1932年）12月20日付で日蓮宗管長・風間日法より賞状を、それぞれ下賜される。
13. ↑  本堂及び祖師堂新築に際し2600円を寄進。この功績により明治43年（1910年）12月13日付で日蓮宗管長・旭日苗より賞状を下賜される。
14. ↑  祖師堂及び堂宇改修に際し600円を寄進。この功績により大正4年（1915年）3月10日付で日蓮宗管長・小泉日慈より賞状を下賜される。
15. ↑  家屋1棟を寄進。この功績により昭和10年（1935年）1月31日付で日蓮宗管長・神保日慈より賞状を下賜される。
16. ↑  現在は常光山妙唱寺となっている。